# Distretto di Sunamganj
Il distretto di Sunamganj è un distretto del Bangladesh situato nella divisione di Sylhet. Si estende su una superficie di 3.669 km² e conta una popolazione di 2.467.968 abitanti (dato censimento 2011).

## Suddivisioni
Il distretto si suddivide nei seguenti sottodistretti (upazila):
- Bishwamvarpur
- Chhatak
- Dakshin Sunamganj
- Derai
- Dharamapasha
- Dowarabazar
- Jagannathpur
- Jamalganj
- Sullah
- Sunamganj Sadar
- Tahirpur
- Madhyanagor